# گلف‌استریم امریکن هاستلر
گلف‌استریم امریکن هاستلر (به انگلیسی: Gulfstream American Hustler) یک هواگرد ساختِ کارخانهٔ گلف‌استریم اروسپیس در کشور ایالات متحده آمریکا است . این هواگرد برای نخستین بار در ۱۱ ژانویه ۱۹۷۸ میلادی مورد استفاده قرار گرفت.